# Phtheochroa krulikowskiji
Phtheochroa krulikowskiji es una especie de polilla de la familia Tortricidae. Se encuentra en Russia, Kazajistán, Turkmenistán, Kirguistán y Mongolia.
La envergadura es de 17–20 mm. Se han registrado vuelos en adultos de agosto a octubre.
La larva se alimenta de Nanophyton caspicum.